# World Series of Poker 2017
Le World Series of Poker 2017 sono stati la 48ª edizione della manifestazione. La prima fase si è svolta dal 30 maggio sino al 17 luglio presso il casinò Rio All Suite Hotel and Casino di Las Vegas. Si tratta della tredicesima edizione consecutiva disputata al Rio.
Il vincitore del Main Event è stato Scott Blumstein, il quale si è aggiudicato la cifra di 8.150.000 di dollari statunitensi.

## Eventi preliminari
| N. | Evento                                                               | Iscritti | Vincitore | Premio | Ultimo giocatore eliminato |
| -- | -------------------------------------------------------------------- | -------- | --------- | ------ | -------------------------- |
| 1  | $565 Casino Employees No Limit Hold'em                               |          |           |        |                            |
| 2  | $10,000 Tag Team No Limit Hold'em Championship                       |          |           |        |                            |
| 3  | $3,000 No Limit Hold'em Shootout                                     |          |           |        |                            |
| 4  | $1,500 Omaha Hi-Lo 8 or Better                                       |          |           |        |                            |
| 5  | $565 The Colossus III No Limit Hold'em                               |          |           |        |                            |
| 6  | $10,000 Seven Card Stud Championship                                 |          |           |        |                            |
| 7  | $2,500 Mixed Triple Draw Lowball                                     |          |           |        |                            |
| 8  | $333 WSOP.com Online No Limit Hold'em                                |          |           |        |                            |
| 9  | $10,000 Omaha Hi-Lo 8 or Better Championship                         |          |           |        |                            |
| 10 | $1,000 Tag Team No Limit Hold'em                                     |          |           |        |                            |
| 11 | $1,500 Dealers Choice Six-Handed                                     |          |           |        |                            |
| 12 | $1,500 No Limit Hold'em                                              |          |           |        |                            |
| 13 | $1,500 No Limit 2-7 Lowball Draw                                     |          |           |        |                            |
| 14 | $1,500 H.O.R.S.E.                                                    |          |           |        |                            |
| 15 | $10,000 Heads Up No Limit Hold'em Championship                       |          |           |        |                            |
| 16 | $1,500 No Limit Hold'em Six-Handed                                   |          |           |        |                            |
| 17 | $10,000 Dealers Choice Six-Handed Championship                       |          |           |        |                            |
| 18 | $565 Pot Limit Omaha                                                 |          |           |        |                            |
| 19 | $365 The Giant No Limit Hold'em                                      |          |           |        |                            |
| 20 | $1,500 No Limit Hold'em Millionaire Maker                            |          |           |        |                            |
| 21 | $1,500 Eight-Game Mix Six-Handed                                     |          |           |        |                            |
| 22 | $10,000 No Limit 2-7 Lowball Draw Championship                       |          |           |        |                            |
| 23 | $2,620 The Marathon No Limit Hold'em                                 |          |           |        |                            |
| 24 | $1,500 Limit Hold'em                                                 |          |           |        |                            |
| 25 | $1,000 Pot Limit Omaha                                               |          |           |        |                            |
| 26 | $10,000 Razz Championship                                            |          |           |        |                            |
| 27 | $3,000 No Limit Hold'em Six-Handed                                   |          |           |        |                            |
| 28 | $1,500 Limit 2-7 Lowball Triple Draw                                 |          |           |        |                            |
| 29 | $2,500 No Limit Hold'em                                              |          |           |        |                            |
| 30 | $10,000 H.O.R.S.E. Championship                                      |          |           |        |                            |
| 31 | $1,000 Seniors No Limit Hold'em Championship                         |          |           |        |                            |
| 32 | $1,500 Omaha Hi-Lo 8 or Better Mix                                   |          |           |        |                            |
| 33 | $1,500 No Limit Hold'em                                              |          |           |        |                            |
| 34 | $10,000 Limit 2-7 Lowball Triple Draw Championship                   |          |           |        |                            |
| 35 | $1,000 Super Seniors No Limit Hold'em                                |          |           |        |                            |
| 36 | $5,000 No Limit Hold'em Six-Handed                                   |          |           |        |                            |
| 37 | $1,000 No Limit Hold'em                                              |          |           |        |                            |
| 38 | $10,000 Limit Hold'em Championship                                   |          |           |        |                            |
| 39 | $1,000 No Limit Hold'em Super Turbo Bounty                           |          |           |        |                            |
| 40 | $1,500 Seven Card Stud Hi-Lo 8 or Better                             |          |           |        |                            |
| 41 | $1,500 Pot Limit Omaha                                               |          |           |        |                            |
| 42 | $10,000 No Limit Hold'em Six-Handed Championship                     |          |           |        |                            |
| 43 | $1,500 No Limit Hold'em Shootout                                     |          |           |        |                            |
| 44 | $3,000 H.O.R.S.E.                                                    |          |           |        |                            |
| 45 | $5,000 No Limit Hold'em                                              |          |           |        |                            |
| 46 | $1,500 Pot Limit Omaha Hi-Lo 8 or Better                             |          |           |        |                            |
| 47 | $1,500 No Limit Hold'em Monster Stack                                |          |           |        |                            |
| 48 | $10,000 Seven Card Stud Hi-Lo 8 or Better Championship               |          |           |        |                            |
| 49 | $3,000 Pot Limit Omaha Six-Handed                                    |          |           |        |                            |
| 50 | $1,500 No Limit Hold'em Bounty                                       |          |           |        |                            |
| 51 | $10,000 Pot Limit Omaha Hi-Lo 8 or Better Championship               |          |           |        |                            |
| 52 | $1,500 No Limit Hold'em                                              |          |           |        |                            |
| 53 | $3,000 Limit Hold'em Six-Handed                                      |          |           |        |                            |
| 54 | $10,000 Pot Limit Omaha Eight-Handed Championship                    |          |           |        |                            |
| 55 | $1,500 Seven Card Stud                                               |          |           |        |                            |
| 56 | $5,000 No Limit Hold'em                                              |          |           |        |                            |
| 57 | $2,500 Omaha Hi-Lo 8 or Better/Seven Card Stud Hi-Lo 8 or Better Mix |          |           |        |                            |
| 58 | $1,500 No Limit Hold'em                                              |          |           |        |                            |
| 59 | $2,500 Big Bet Mix                                                   |          |           |        |                            |
| 60 | $888 Crazy Eights No Limit Hold'em Eight-Handed                      |          |           |        |                            |
| 61 | $3,333 WSOP.com Online No Limit Hold'em High Roller                  |          |           |        |                            |
| 62 | $50,000 Poker Players Championship                                   |          |           |        |                            |
| 63 | $1,000 No Limit Hold'em                                              |          |           |        |                            |
| 64 | $1,500 No Limit Hold'em/Pot Limit Omaha Eight-Handed Mix             |          |           |        |                            |
| 65 | $1,000 No Limit Hold'em                                              |          |           |        |                            |
| 66 | $1,500 No Limit Hold'em                                              |          |           |        |                            |
| 67 | $25,000 Pot Limit Omaha Eight-Handed High Roller                     |          |           |        |                            |
| 68 | $3,000 No Limit Hold'em                                              |          |           |        |                            |
| 69 | $1,500 Razz                                                          |          |           |        |                            |
| 70 | $10,000/$1,000 Ladies No Limit Hold'em Championship                  |          |           |        |                            |
| 71 | $1,000 WSOP.com Online No Limit Hold'em Championship                 |          |           |        |                            |
| 72 | $111,111 High Roller for One Drop No Limit Hold'em                   |          |           |        |                            |
| 73 | $10,000 No Limit Hold'em Main Event                                  |          |           |        |                            |
| 74 | $1,000 The Little One for One Drop No Limit Hold'em                  |          |           |        |                            |

## Main Event
Il Main Event (evento numero 73 "$10.000 No Limit Hold'em Main Event") non si svolge come di consueto in due fasi. Infatti, il tavolo finale si svolge in luglio, e non a novembre come avvenuto fino all'edizione 2016.

### Composizione Final Table
Situazione prima dell'inizio del tavolo finale.
| Nome            | Chips (%)          | Braccialetti | ITM WSOP | Guadagni WSOP |
| --------------- | ------------------ | ------------ | -------- | ------------- |
| Scott Blumstein | 97.250.000 (27.0%) | 0            | 0        | 0             |
| John Hesp       | 85.700.000 (23.8%) | 0            | 0        | 0             |
| Benjamin Pollak | 35.175.000 (9.8%)  | 0            | 16       | $532.038      |
| Bryan Piccioli  | 33.800.000 (9.4%)  | 1            | 27       | $552.208      |
| Dan Ott         | 26.475.000 (7.3%)  | 0            | 2        | $3.656        |
| Damian Salas    | 22.175.000 (6.1%)  | 0            | 13       | $177.983      |
| Antoine Saout   | 21.750.000 (6.0%)  | 0            | 13       | $3.999.582    |
| Jack Sinclair   | 20.200.000 (5.6%)  | 0            | 2        | $4.088        |
| Ben Lamb        | 18.050.000 (5.0%)  | 1            | 14       | $6.209.724    |

### Risultati
| Piazzamento | Nome            | Premio     |
| ----------- | --------------- | ---------- |
| 1º          | Scott Blumstein | $8.150.000 |
| 2º          | Dan Ott         | $4.700.000 |
| 3º          | Benjamin Pollak | $3.500.000 |
| 4º          | John Hesp       | $2.600.000 |
| 5º          | Antoine Saout   | $2.000.000 |
| 6º          | Bryan Piccioli  | $1.675.000 |
| 7º          | Damian Salas    | $1.425.000 |
| 8º          | Jack Sinclair   | $1.200.000 |
| 9º          | Ben Lamb        | $1.000.000 |